# George Ricketts
 (décembre 2022).
Pour les articles homonymes, voir Ricketts.
George Ricketts (13 décembre 1888 - 27 février 1934) était un joueur de football australien qui a joué au Geelong Football Club en Australian Football League.